# Thanh Tâm Tài Nhân
Thanh Tâm Tài Nhân (青心才人, 1521 - 1593) sống vào đời nhà Minh. Thanh Tâm Tài Nhân là tên hiệu của ông Từ Vị.

## Lịch sử
Ông quê ở huyện Sơn Âm, tỉnh Chiết Giang, học giỏi, hiểu biết rộng, nhưng đi thi không đỗ, bèn làm mặc khách của Hồ Tông Hiến.
Sinh thời đã có lần Thanh Tâm Tài Nhân thảo tờ biểu "Dâng hươu trắng" cho vua nên trở thành nổi tiếng.
Ngoài tác phẩm chính Kim Vân Kiều truyện, ông còn có loạt kịch Tứ thanh viên (Vượn kêu bốn tiếng) gồm 4 vở kịch: Ngư dương lộng, Thúy nương mộng, Hoa mộc lan và Nữ trạng nguyên.